# Erebia amplivittata
Erebia amplivittata är en fjärilsart som beskrevs av Ruggero Verity 1921. Erebia amplivittata ingår i släktet Erebia och familjen praktfjärilar. Inga underarter finns listade i Catalogue of Life.